# Achileas Gramatikopulos
Achileas Gramatikopulos (gr. Αχιλλέας Γραμματικόπουλος, ur. 28 września 1908 w Pireusie, zm. 30 grudnia 2008 tamże) – grecki piłkarz, występujący na pozycji bramkarza. Zawodnik Olympiakosu Pireus.

## Kariera piłkarska
Achileas Gramatikopulos był jednym z najdłużej grających bramkarzy w lidze greckiej na początku lat 30. Zanim w 1928 roku został zawodnikiem Olympiakosu Pireus, grał w Aris Nikaia. W Olympiakosie Pireus zadebiutował dnia 4 listopada 1928 roku. Achileas Gramatikopulos z Olympiakosem Pireus sześciokrotnie zdobywał mistrzostwo Grecji w latach: 1931, 1933–1934 i 1936–1938, oraz siedem wygrywał mistrzostwa Pireusu: w latach 1929–1931, 1934, 1937–1938, 1940.
Achileas Gramatikopulos był uważany za jednego z najlepszych bramkarzy grających przed wybuchem II wojny światowej. Wśród swoich kolegów i fanów nosił ksywę Zamora - nawiązujący do Ricardo Zamory, najlepszego hiszpańskiego przedwojennego bramkarza. Achileas Gramatikopulos karierę zakończył w 1944 roku w wieku 36 lat.

## Kariera reprezentacyjna
Achileas Gramatikopulos w reprezentacji Grecji zadebiutował dnia 15 marca 1931 roku w przegranym (1:4) meczu z Jugosławią w Belgradzie. Wystąpił również 5 lutego 1934 w Mediolanie w meczu eliminacyjnym do Mistrzostw Świata 1934 we Włoszech z reprezentacją Włoch (0:4). Ostatni mecz Gramatikopulosa w reprezentacji Grecji miał miejsce dnia 1 stycznia 1935 roku w przegranym (1:2) meczu z Bułgarią w Atenach. W sumie w latach 1931–1935 Gramatikopulos w reprezentacji Grecji wystąpił w 5 meczach.

### Mecze w reprezentacji
Łączny bilans: 5 meczów (1 towarzyski, 4 o punkty w tym: 2 zwycięstwa – 3 porażki).
| Lp. | Data            | Miejsce  | Przeciwnik | Wynik | Czas gry | Mecz                        |
| --- | --------------- | -------- | ---------- | ----- | -------- | --------------------------- |
| 1.  | 15 marca 1931   | Belgrad  | Jugosławia | 4:1   | 90'      | Puchar Bałkanów             |
| 2.  | 5 lutego 1934   | Ateny    | Bułgaria   | 1:0   | 90'      | Towarzyski                  |
| 3.  | 25 marca 1934   | Mediolan | Włochy     | 4:0   | 90'      | Eliminacje do Mundialu 1934 |
| 4.  | 23 grudnia 1934 | Ateny    | Jugosławia | 2:1   | od 80'   | Puchar Bałkanów             |
| 5.  | 1 stycznia 1935 | Ateny    | Bułgaria   | 1:2   | 90'      | Puchar Bałkanów             |

## Sukcesy
- Mistrz Grecji: 1931, 1933, 1934, 1936, 1937, 1938
- Mistrz Pireusu: 1929, 1930, 1931, 1934, 1937, 1938, 1940.

## Po zakończeniu kariery
Achileas Gramatikopulos po zakończeniu kariery piłkarskiej został sędzią piłkarskim. W 1967 roku założył akademię piłkarską Olympiakosu Pireus, której był aktywnym członkiem do końca życia. W 2008 roku podczas jednego z meczów towarzyskim wszedł na boisko w 99 lat, czym ustanowił rekord świata względem najstarszego gracza, który wszedł na boisko. Za swoje zasługi wraz z inną legendą Olympiakosu Pireus - Leonidasem Andrianopulosem dnia 19 listopada 2008 roku został odznaczony przez prezydent Grecji, Karolosa Papuliasa.

## Śmierć
Achileas Gramatikopulos zmarł z przyczyn naturalnych dnia 30 grudnia 2008 roku w Pireusie w wieku 100 lat.